# Élan Motorsport Technologies
Pour les articles homonymes, voir Élan (homonymie).

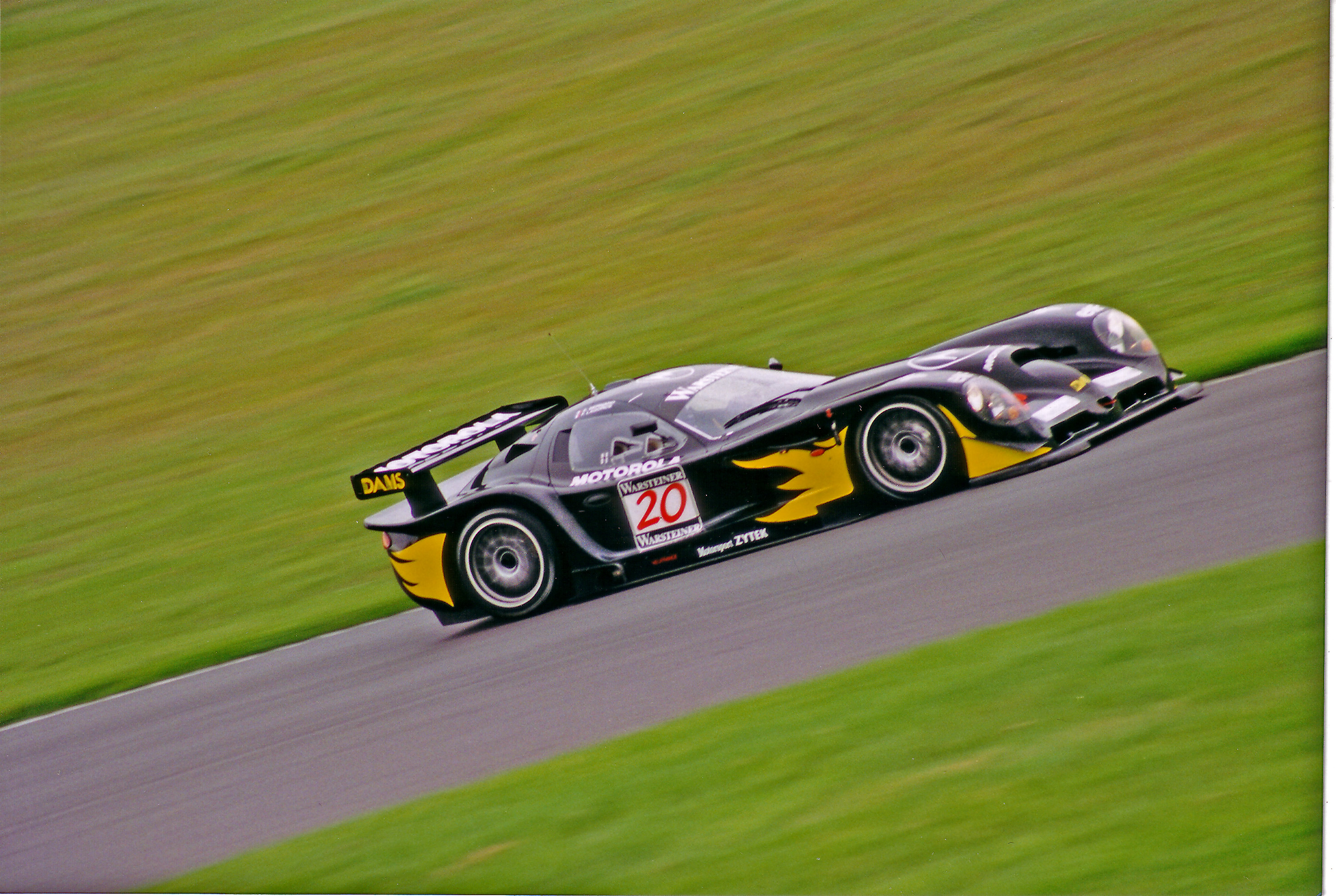
Panoz Esperante GTR-1 à Donnington 1997

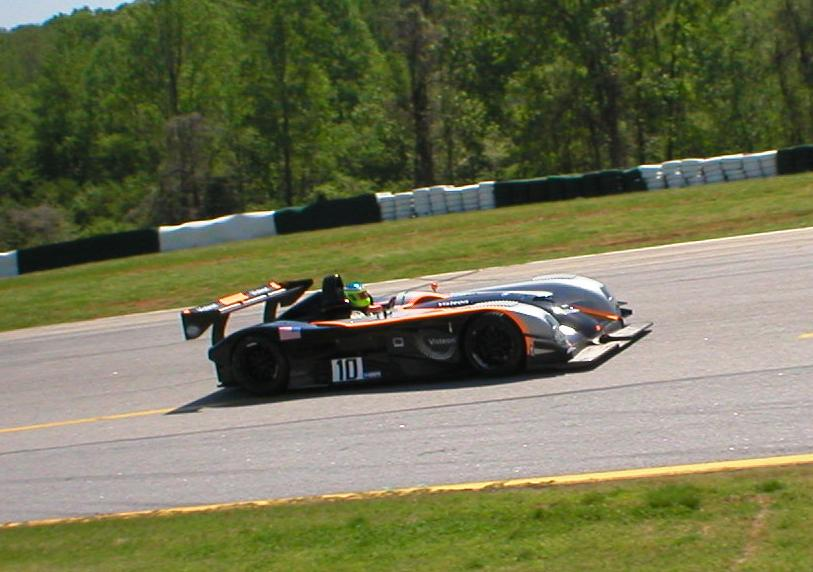
La Panoz LMP-1 Roadster-S en 2005

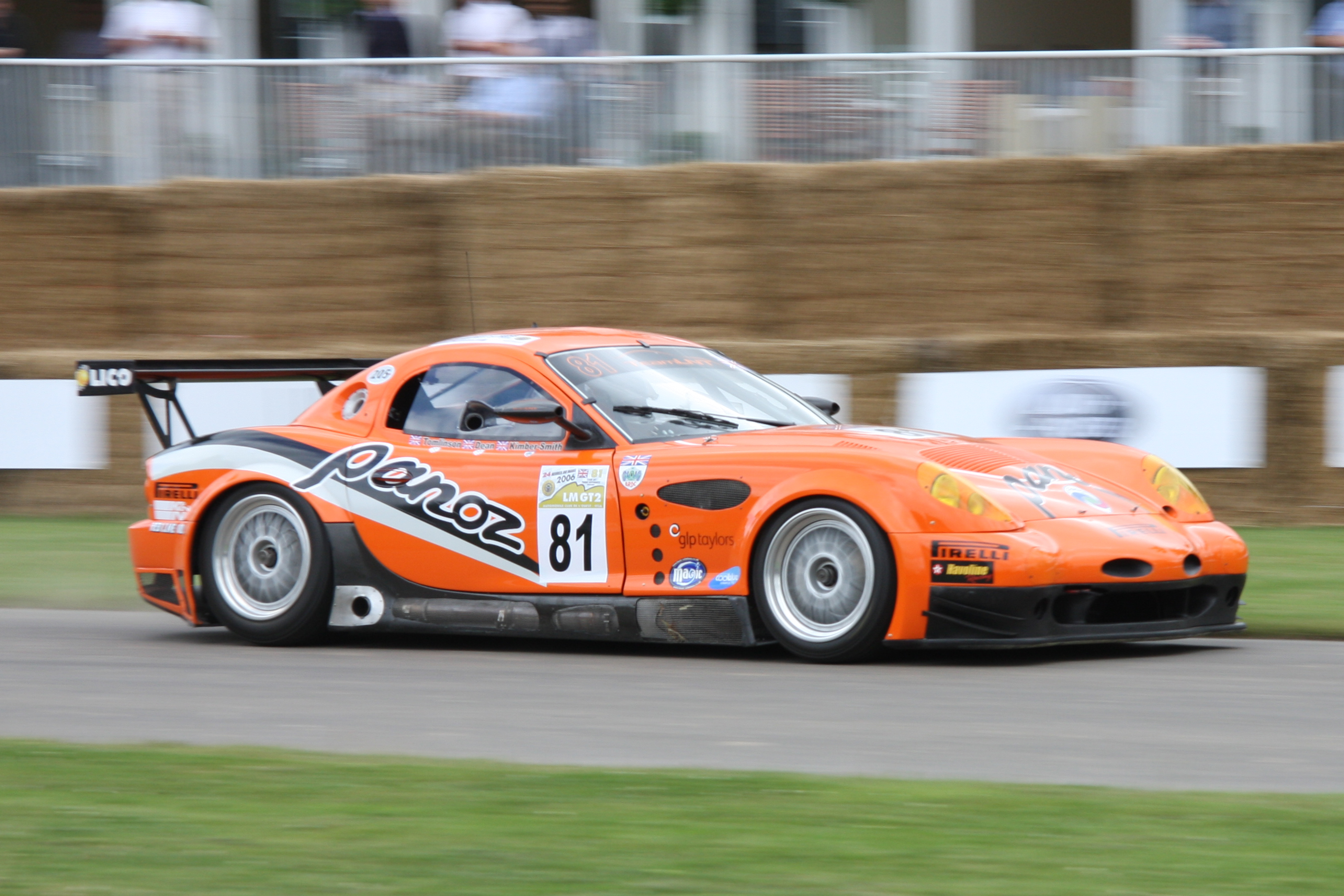
La Panoz Esperante GTLM du Team LNT en 2008

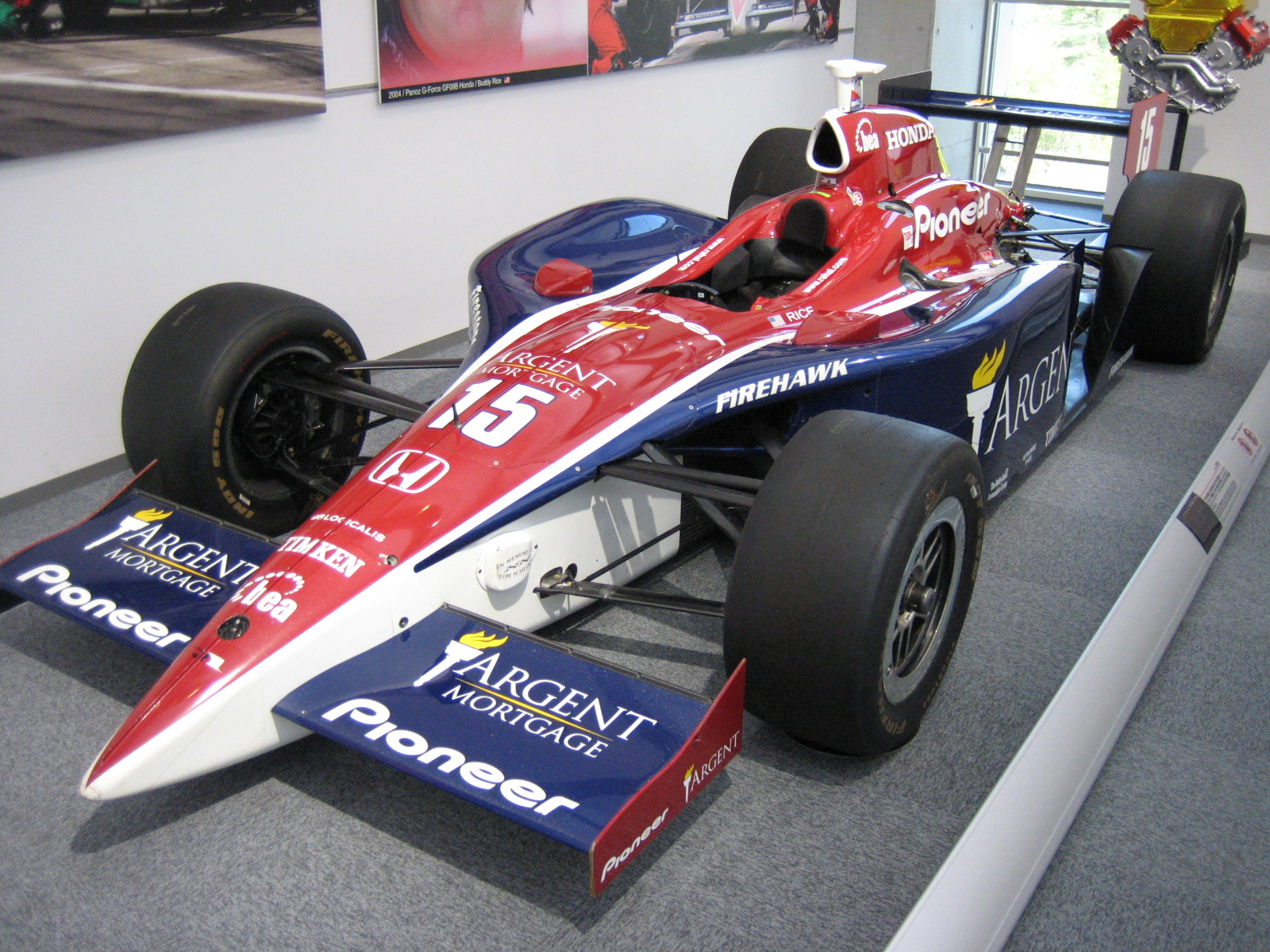
La Panoz G-Force GF09 de Buddy Rice en 2004

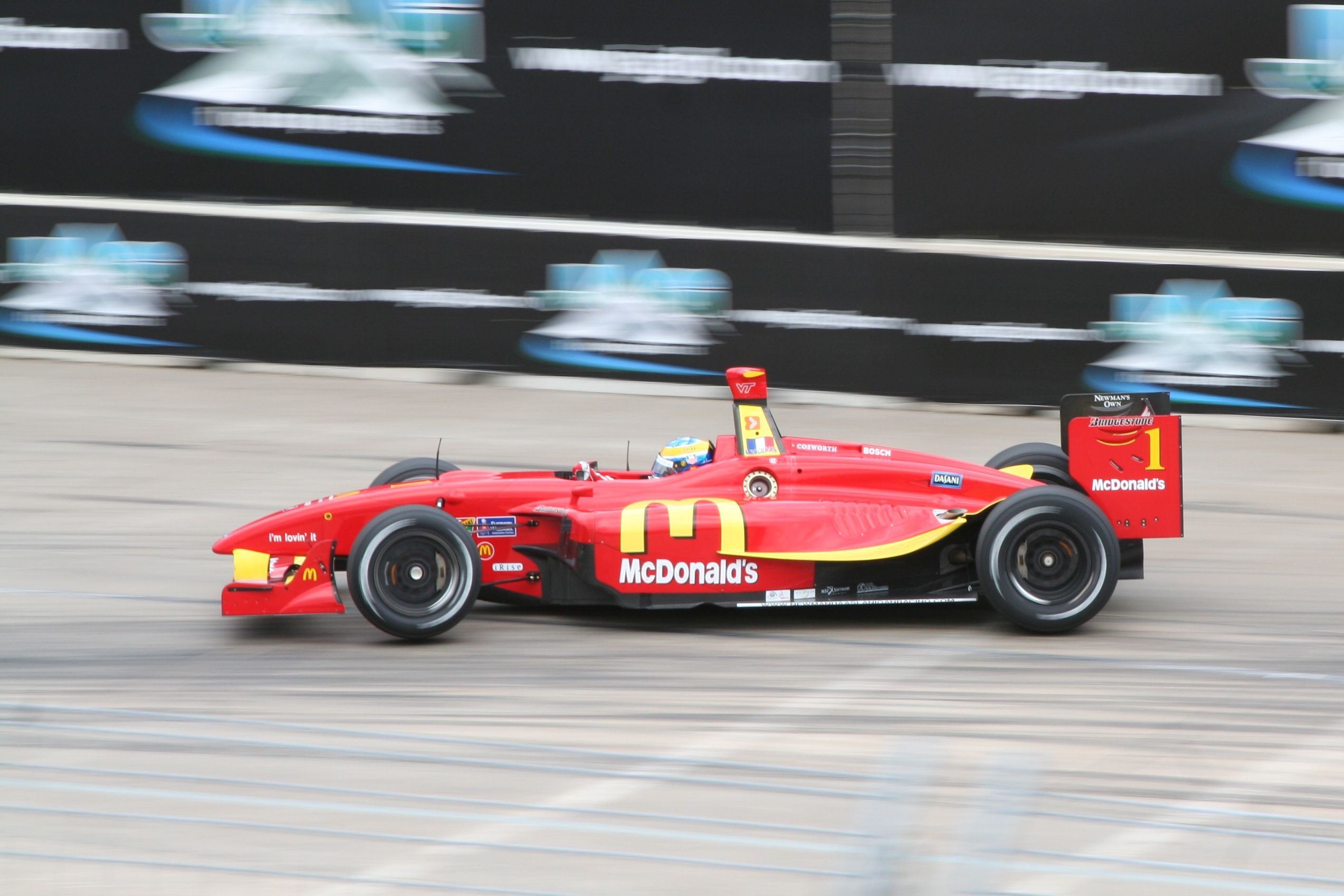
La Panoz DP01 de Sébastien Bourdais en 2007

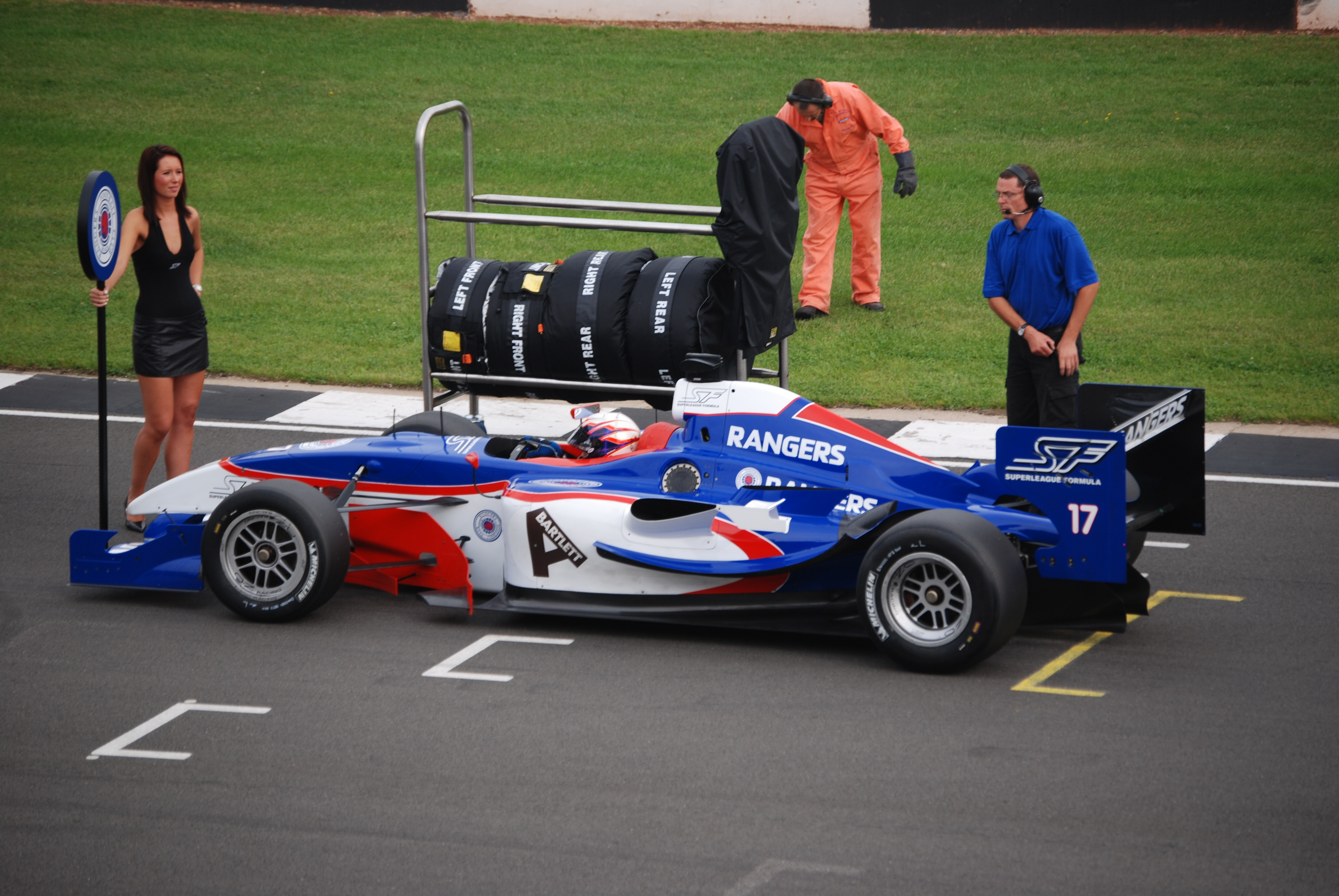
Les Glasgow Rangers en Superleague Formula 2008

Élan Motorsport Technologies est une société qui regroupe, depuis 1997, toutes les activités du groupe Panoz liées à la course automobile. Élan a connu une croissance externe par le rachat de Van Diemen le constructeur de Formule Ford et de G-Force le constructeur de monoplace pour l'Indy Racing League.

## Voitures de sport

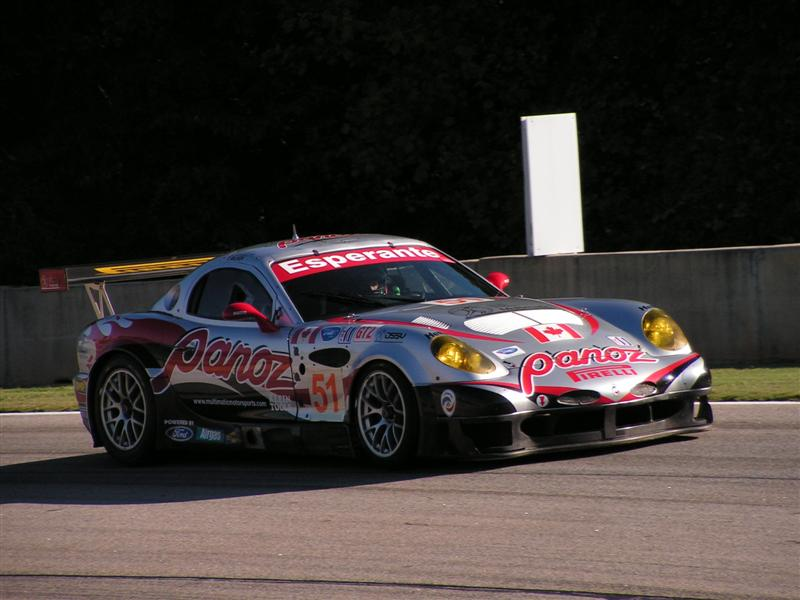
voiture de course

La première création de Panoz est la Panoz Esperante GTR-1 en 1997 engagée dans les compétitions de catégorie GT1. Cette voiture a la particularité d'avoir le moteur à l'avant contrairement aux autres véhicules de la catégorie.
En 1999, la création du nouveau championnat American Le Mans Series par Don Panoz est accompagné par la naissance de la Panoz LMP-1 Roadster-S, elle aussi remarquable par son moteur à l'avant. La motorisation est dérivée du moteur V8 Ford. La principale victoire de la voiture est le championnat American Le Mans Series 1999.
La remplaçante désignée de la Panoz LMP-1 Roadster-S devait être, à partir de 2001, la LMP07 motorisée par un V8 Zytek modifié mais cette voiture est un échec et oblige un retour à la Panoz LMP-1 Roadster-S jusqu'en 2003.
À partir de 2003, la Panoz Esperante GTLM basée sur la Panoz Esperante est développée pour la catégorie LMGT2. Elle remporte en 2006 la catégorie GT2 des 24 Heures du Mans avec le Team LNT et des 12 Heures de Sebring avec Multimatic Motorsports.Une autre évolution de la Panoz Esperante, la Panoz Esperante GTS est développée et homologuée par le SCCA.
En 2010, Élan développe la nouvelle Panoz Abruzzi qui est confiée au Prototype Technology Group.

## Monoplaces
À la suite du rachat de G-Force en 2002, la Panoz G-Force GF09 fait ses débuts en 2003 en Indy Racing League et remporte l'Indianapolis 500 en 2003 avec Gil de Ferran et en 2004 avec Buddy Rice. Moins compétitif, le châssis est abandonné par les écuries en 2005, ce qui pousse Panoz à privilégier le projet DP01.
La Panoz DP01 est un projet destiné aux Champ Car World Series, la voiture débute en 2006 au Grand Prix automobile de San José et devient l'unique châssis de la compétition à partir de 2007 mais la fusion du Champ Car avec l'IndyCar Series en février 2008 marque la fin du projet. La dernière course du châssis est le Grand Prix de Long Beach en 2008.
La Panoz DP09 est un châssis destiné à équiper toutes les écuries de Superleague Formula à partir de 2008.
Le rachat de Van Diemen en 2002 ne change rien sur l'activité de ce constructeur mais lui donne une envergure et une reconnaissance internationale dans la construction de monoplace pour les compétitions Formule Ford, Formule Zetec.